# COCOROTO
『COCOROTO』（こころと）は、2003年11月28日にインフィニティレコードからリリースされた、奥井亜紀のセルフカバー・ベストアルバム。

## 解説
デビューからちょうど10年目の日に発売された、セルフカバー・アルバムである。
初回盤と通常盤の2種類が存在し、初回盤特典としてポエムやエッセイなどが盛り込まれたフォトブックを付属している（フォトブックには「奥井亜紀が奥井亜紀を広告する。歌うひとです。今回の商品はCOCOROTO。そんなつもりで、このミニ本をつくってる」と書かれている）。
「Wind Climbing 〜風にあそばれて〜」の冒頭部にドアの閉まる音が収録されている。レコーディング中に偶然入ってしまったが、本人が気に入り残したとフォトブック内に記載している。
「Wind Climbing 〜風にあそばれて〜」がエンディングとして使用されたテレビアニメ『魔法陣グルグル』の原作漫画が最初の発売の年の9月連載雑誌で、そして、このアルバムの発表の約1ヶ月前の10月22日単行本が完結となった。
2009年3月18日、ファンの要望により再リリースされた。フォトカード（3種類中、1種類）が付属されている。

## キャッチコピー
変わっていくもの 変わらないもの。

## 収録曲
全作詞・作曲：奥井亜紀
1. Wind Climbing〜風にあそばれて
2. 0.99
3. Iのこころ
4. 幸せのつくりかた
5. 風になりたい
6. 大樹
7. 銀のスプーンで
8. しあわせのいろ
9. 魔法の呪文
10. 泣くもんか
11. ゆきうさぎ
12. AKA
13. 夢の帆船
14. Lost Melodies
15. You're the only melody